# Milan Foot-Ball and Cricket Club 1913-1914
Questa voce raccoglie le informazioni riguardanti il Milan Foot-Ball and Cricket Club nelle competizioni ufficiali della stagione 1913-1914.

## Stagione
In questa stagione il campionato italiano, a causa dell'aumento del numero delle società partecipanti, è organizzato in sei gironi, tre a cui parteciparono squadre del nord Italia e tre a cui prendono parte compagini del centro sud della Penisola. Il Milan non supera il girone di qualificazione lombardo-piemontese per via del terzo posto dietro a Inter e Juventus.
Causa principale di questo risultato sono i punti persi dal Milan in alcuni incontri casalinghi. Degna di nota è la straordinaria stagione di Louis Van Hege, che segna 21 reti in 17 partite. Il prologo di questa stagione è segnato dalla cessione di Renzo De Vecchi al Genoa: questa è la prima compravendita di un calciatore nel campionato italiano.

## Divise
| Casa | Trasferta |

## Organigramma societario
Area direttiva
- Presidente: Piero Pirelli
- Vice presidenti: Gilberto Porro Lambertenghi e Enrico Canfari
- Segretario: Alarico Ghezzi

Area tecnica
- Direttore sportivo: Cesare Stabilini
- Allenatore: commissione tecnica

## Rosa
| N. |                      | Ruolo | Calciatore               |
| -- | -------------------- | ----- | ------------------------ |
|    | Italia (bandiera)    | P     | Luigi Barbieri           |
|    | Italia (bandiera)    | P     | Lorenzo Gaslini          |
|    | Italia (bandiera)    | D     | Luigi Andreoli           |
|    | Italia (bandiera)    | D     | Carlo De Vecchi          |
|    | Italia (bandiera)    | D     | Marco Sala               |
|    | Italia (bandiera)    | C     | Augusto Gaetano Avanzini |
|    | Italia (bandiera)    | C     | Armando Carito           |
|    | Italia (bandiera)    | C     | Attilio Colombo          |
|    | Argentina (bandiera) | C     | Cesare Lovati            |
|    | Italia (bandiera)    | C     | Ernesto Morandi          |

| N. |                        | Ruolo | Calciatore                |
| -- | ---------------------- | ----- | ------------------------- |
|    | Italia (bandiera)      | C     | Alessandro Scarioni       |
|    | Italia (bandiera)      | C     | Attilio Trerè             |
|    | Inghilterra (bandiera) | C     | Andrew Williams           |
|    | Italia (bandiera)      | A     | Carlo Bozzi               |
|    | Italia (bandiera)      | A     | Carlo Capelli             |
|    | Italia (bandiera)      | A     | Romolo Ferrario           |
|    | Italia (bandiera)      | A     | Pietro Lana               |
|    | Italia (bandiera)      | A     | Attilio Marchesi          |
|    | Italia (bandiera)      | A     | Gino Mosca                |
|    | Belgio (bandiera)      | A     | Louis Van Hege (capitano) |

## Calciomercato
| Acquisti | Acquisti         | Acquisti         | Acquisti |
| R.       | Nome             | da               | Modalità |
| -------- | ---------------- | ---------------- | -------- |
| D        | Carlo De Vecchi  | Unitas           | -        |
| P        | Lorenzo Gaslini  | Lazio            | -        |
| P        | Angelo Pellacani | Pavia            | -        |
| C        | Andrew Williams  | Stade helvétique | -        |

| Cessioni | Cessioni            | Cessioni        | Cessioni |
| R.       | Nome                | a               | Modalità |
| -------- | ------------------- | --------------- | -------- |
| A        | Julio Bavastro      | Inter           | -        |
| D        | Renzo De Vecchi     | Genoa           | -        |
| A        | Pietro Lana         | Brescia         | -        |
| P        | Enrico Malerba      | Racing Libertas | -        |
| A        | Camille Nys         | Standard Liegi  | -        |
| C        | Giuseppe Rizzi      | Inter           | -        |
| C        | John Robert Roberts | Modena          | -        |

## Risultati

### Prima Categoria

#### Girone lombardo-piemontese

##### Girone di andata
| Arbitro: | Meazza (Milano) |

|  |           |                                |
|  | Marcatori | 14’, 82’ Van Hege ?’, 80’ Lana |

| Arbitro: | Rietmann (Milano) |

|                                            |           |  |
| Van Hege 15’, 58’ Williams ?’ Trerè II 57’ | Marcatori |  |

| Arbitro: | Pedroni II (Milano) |

|                              |           |              |
| Van Hege 20’, 41’ Lovati 70’ | Marcatori | 50’ Dalmazzo |

| Arbitro: | Franziosi (Milano) |

|           |           |                                               |
| Agradi ?’ | Marcatori | 27’, 49’, 56’, 62’, 75’ Van Hege 55’ Ferrario |

| Arbitro: | Comazzi (Milano) |

|              |           |              |
| Van Hege 10’ | Marcatori | 4’ Indemuhle |

| Arbitro: | Rietmann (Milano) |

|  |           |                                                                   |
|  | Marcatori | 1’ Van Hege 8’ Lana ?’, ?’ Ferrario Lovati ?’ Montanari ?’ (aut.) |

| Arbitro: | Scamoni (Milano) |

|  |           |                |
|  | Marcatori | 20’ Cevenini I |

| Arbitro: | Calì II (Genova) |

|               |           |          |
| Soldera II 7’ | Marcatori | 81’ Lana |

| Arbitro: | Scamoni (Milano) |

|              |           |                                                    |
| Boschetti ?’ | Marcatori | 23’, 26’ Marchesi 35’ (rig.), ?’ Lana 57’ Trerè II |

##### Girone di ritorno
| Milano 8 marzo 1914 10ª giornata | Milan | 2 – 0 | Novara | Campo Milan - Porta Monforte |

| Arbitro: | Varisco (Milano) |

|  |           |                                               |
|  | Marcatori | 40’, 80’ (rig.) Lana 60’ Morandi 62’ Van Hege |

| Arbitro: | Pedroni II (Milano) |

|                                |           |                      |
| Marchesi ?’ Pirovano ?’ (aut.) | Marcatori | ?’ Reali ?’ Caimi II |

| Arbitro: | Comazzi (Milano) |

|                      |           |              |
| Bona 14’ (rig.), 50’ | Marcatori | 75’ Trerè II |

| Arbitro: | A. Bianchi (Milano) |

|                                                            |           |                    |
| Van Hege 24’ (rig.), 40’, 42’ Marchesi 44’, ?’ Ferrario ?’ | Marcatori | ?’ (aut.) Barbieri |

| Arbitro: | Rietmann (Milano) |

|            |           |                                                                |
| Rovati 35’ | Marcatori | 6’ (rig.), 83’, ?’ Van Hege 67’, ?’ Trerè II 76’, 76’ Marchesi |

| Arbitro: | Bazzi (Como) |

|                                   |           |           |
| Avanzini 16’ Lana 66’ Morandi 78’ | Marcatori | ?’ Vitali |

| Arbitro: | Scamoni (Milano) |

|                                                                     |           |                                 |
| Cevenini III 30’ (rig.), 65’ Bavastro I 75’ Cevenini I 82’ Aebi 89’ | Marcatori | 35’ Morandi 40’ (rig.) Van Hege |

| Arbitro: | Colombo (Milano) |

|              |           |                |
| Avanzini 37’ | Marcatori | 85’ Boiocchi I |

## Statistiche

### Statistiche di squadra
| Competizione    | Punti | In casa | In casa | In casa | In casa | In casa | In casa | In trasferta | In trasferta | In trasferta | In trasferta | In trasferta | In trasferta | Totale | Totale | Totale | Totale | Totale | Totale | DR  |
| Competizione    | Punti | G       | V       | N       | P       | Gf      | Gs      | G            | V            | N            | P            | Gf           | Gs           | G      | V      | N      | P      | Gf     | Gs     | DR  |
| --------------- | ----- | ------- | ------- | ------- | ------- | ------- | ------- | ------------ | ------------ | ------------ | ------------ | ------------ | ------------ | ------ | ------ | ------ | ------ | ------ | ------ | --- |
| Prima Categoria | 26    | 9       | 5       | 3       | 1       | 22      | 8       | 9            | 6            | 1            | 2            | 36           | 11           | 18     | 11     | 4      | 3      | 58     | 19     | +39 |

### Statistiche dei giocatori
| Giocatore      | Prima Categoria | Prima Categoria |
| Giocatore      | Presenze        | Reti            |
| -------------- | --------------- | --------------- |
| L. Andreoli    | 1               | 0               |
| A. G. Avanzini | 2               | 2               |
| L. Barbieri    | 14              | -17             |
| C. Bozzi       | 6               | 0               |
| C. Capelli     | 2               | 0               |
| A. Carito      | 1               | 0               |
| A. Colombo     | 1               | 0               |
| C. De Vecchi   | 16              | 0               |
| R. Ferrario    | 9               | 4               |
| L. Gaslini     | 2               | 0               |
| P. Lana        | 16              | 9               |
| C. Lovati      | 16              | 2               |
| A. Marchesi    | 8               | 7               |
| E. Morandi     | 17              | 3               |
| G. Mosca       | 1               | 0               |
| M. Sala        | 17              | 0               |
| A. Scarioni    | 15              | 0               |
| A. Trerè       | 17              | 5               |
| L. Van Hege    | 17              | 21              |
| A. Williams    | 9               | 1               |